# Chanay
Chanay es una comuna francesa situada en el departamento de Ain, de la región de Auvernia-Ródano-Alpes.

## Demografía
| 499 | 472 | 464 | 426 | 410 | 573 | 601 | 646 | 625 |
| Para los censos de 1962 a 1999 la población legal corresponde a la población sin duplicidades (Fuente: INSEE [Consultar]) |     |     |     |     |     |     |     |     |